# Antoinette Bower
Antoinette Bower (* 30. September 1932 in Baden-Baden) ist eine US-amerikanische ehemalige Schauspielerin. Sie ist vor allem für ihre Rolle Fox Devlin in Neon Rider bekannt.

## Leben
Bower wurde in Deutschland als ein British subject geboren und später in die Vereinigten Staaten von Amerika eingebürgert. Ihren ersten Fernsehauftritt hatte sie 1958 in dem Fernsehfilm The Telltale Heart. 1959 war sie in der Serie Hudson’s Bay in verschiedenen Rollen zu sehen. Sie trat in vielen weiteren Serien auf, zu denen auch Alfred Hitchcock präsentiert (1961–1962), Perry Mason (1962–1963), Ben Casey (1965), 12 O’Clock High (1964–1966), The Wackiest Ship in the Army (1965–1966), Tennisschläger und Kanonen (1966), Auf der Flucht (1966–1967), Mannix (1968–1969), Ein Käfig voller Helden (1967–1969), Kobra, übernehmen Sie (1967–1971) und FBI (1967–1973) gehören. Von 1989 bis 1992 spielte sie die reguläre Rolle der Fox Devlin in der Dramaserie Neon Rider.
Ihren ersten kleinen Kinofilmauftritt hatte sie 1962 in Lewis Milestones Meuterei auf der Bounty. Weitere Filme, in denen sie spielte, sind unter anderem The Sunshine Patriot (1968), A Death of Innocence (1971), See the Man Run (1971), Die Sister, Die! (1972), Superbeast (1972), Prom Night – Die Nacht des Schlächters (1980), Blood Song (1982) und The Cowboy and the Ballerina (1984).
Bower war in den fast dreieinhalb Jahrzehnten ihrer Schauspielkarriere in über 80 Film- und Fernsehproduktionen zu sehen. Seit 1992 trat sie nicht mehr als Schauspielerin in Erscheinung. Verheiratet war sie mit James Francis Gill.

## Filmografie (Auswahl)

### Filme
- 1958: The Telltale Heart (Fernsehfilm)
- 1962: Meuterei auf der Bounty (Mutiny on the Bounty)
- 1967: Erpressung durch Scorpio (The Scorpio Letters, Fernsehfilm)
- 1968: The Sunshine Patriot (Fernsehfilm)
- 1971: Mephisto-Walzer (The Mephisto Waltz)
- 1971: A Death of Innocence (Fernsehfilm)
- 1971: See the Man Run (Fernsehfilm)
- 1972: Die Sister, Die!
- 1972: Superbeast
- 1978: Am Anfang weint man (First, You Cry, Fernsehfilm)
- 1980: Prom Night – Die Nacht des Schlächters (Prom Night)
- 1982: Blood Song
- 1982: Time Walker
- 1984: Der Liquidator (The Evil That Men Do)
- 1984: The Cowboy and the Ballerina (Fernsehfilm)
- 1986: Club Paradise

### Fernsehserien
- 1958: The Unforeseen (eine Folge)
- 1959: Hudson’s Bay (4 Folgen)
- 1961–1962: Alfred Hitchcock präsentiert (Alfred Hitchcock Presents, 2 Folgen)
- 1961–1962: Thriller (2 Folgen)
- 1962–1963: Perry Mason (2 Folgen)
- 1964–1966: 12 O’Clock High (3 Folgen)
- 1965: Ben Casey (3 Folgen)
- 1965–1966: The Wackiest Ship in the Army (3 Folgen)
- 1966: Tennisschläger und Kanonen (I Spy, 2 Folgen)
- 1966: Jericho (2 Folgen)
- 1966–1967: Auf der Flucht (The Fugitive, 3 Folgen)
- 1967: Raumschiff Enterprise (Star Trek, Folge 2x07: Das Spukschloss im Weltall)
- 1967–1969: Ein Käfig voller Helden (Hogan’s Heroes, 3 Folgen)
- 1967–1971: Kobra, übernehmen Sie (Mission: Impossible, 4 Folgen)
- 1967–1972: Der Chef (Ironside, 2 Folgen)
- 1967–1973: FBI (The F.B.I., 4 Folgen)
- 1968: Bonanza (Folge 10x08: Junge oder Mädchen?)
- 1968–1969: Mannix (3 Folgen)
- 1969: The Name of the Game (eine Folge)
- 1973: Hawkins (eine Folge)
- 1974: Columbo: Momentaufnahme für die Ewigkeit (Negative Reaction)
- 1982: Hart aber herzlich (Hart to Hart; Folge: Das rasende Himmelbett)
- 1983: Die Dornenvögel (The Thorn Birds, Vierteiler, 2 Folgen)
- 1987: Mord ist ihr Hobby (Murder, She Wrote, eine Folge)
- 1989–1992: Neon Rider (42 Folgen)